# Dorothy Malone
Dorothy Eloise Maloney (Chicago, 30 de Janeiro de 1925 — Dallas, 19 de janeiro de 2018) foi uma atriz estadunidense.

## Biografia
Malone estreou na carreira cinematográfica em meados dos anos 1940, em seus primeiros anos ela desempenhou pequenos papéis, principalmente em filmes-B. 
Após uma década de filmes, começou a adquirir uma imagem mais glamourosa, particularmente após o seu desempenho em Written on the Wind (1956), que lhe rendeu o Oscar de Melhor Atriz Coadjuvante.
Sua carreira cinematográfica atingiu o seu pico no início da década de 1960, e mais tarde alcançou sucesso com o seu papel na série de televisão Peyton Place como Constance MacKenzie, de 1964 a 1968. Em 1965 teve uma grave doença quase fatal que a afastou do show por um tempo.
Menos ativa nos anos seguintes, Malone retornou ao cinema em 1992 como a amiga de Sharon Stone em Basic Instinct.
Malone foi casada e divorciada três vezes e tem duas filhas, Mimi e Diane, de seu primeiro casamento com o ator Jacques Bergerac.
Malone estava aposentada e viveu em Dallas no Texas.
Morreu na manhã de sexta-feira em Dallas, Texas, de causas naturais aos 92 anos.

## Filmografia
| - Basic Instinct (1992) - Descanse en piezas (1987) - Peyton Place: The Next Generation (1985) (TV) - He's Not Your Son (1984) (TV) - The Being (1983) - Off Your Rocker (1982) (TV) - The Day Time Ended (1980) - Condominium (1980) (TV) - Winter Kills (1979) - Good Luck, Miss Wyckoff (1979) - Katie: Portrait of a Centerfold (1978) (TV) - Golden Rendezvous (1977) - Murder in Peyton Place (1977) (TV) - Little Ladies of the Night (1977) (TV) - The November Plan (1976) (TV) - Abduction (1975) - The Man Who Would Not Die (1975) - The Pigeon (1969) (TV) - Femmine insaziabili (1969) - Fate Is the Hunter (1964) - Beach Party (1963) - The Last Sunset (1961) - The Last Voyage (1960) - Warlock (1959) - Too Much, Too Soon (1958) - The Tarnished Angels (1958) - Tip on a Dead Jockey (1957) - Man of a Thousand Faces (1957) - Quantez (1957) - Written on the Wind (1956) - Pillars of the Sky (1956) - Tension at Table Rock (1956) - At Gunpoint (1955) - Artists and Models (1955) - Sincerely Yours (1955) - Tall Man Riding (1955) - Five Guns West (1955) - The Fast and the Furious (1955) | - Battle Cry (1955) - Young at Heart (1954) - Private Hell 36 (1954) - Security Risk (1954) - Pushover (1954) - The Lone Gun (1954) - Loophole (1954) - Jack Slade (1953) - Law and Order (1953) - Scared Stiff (1953) - Torpedo Alley (1953) - The Bushwhackers (1952) - Saddle Legion (1951) - Mrs. O'Malley and Mr. Malone (1950) - The Killer That Stalked New York (1950) - Convicted (1950) - The Nevadan (1950) - Colorado Territory (1949) - South of St. Louis (1949) - Flaxy Martin (1949) - One Sunday Afternoon (1948) - Two Guys from Texas (1948) - To the Victor (1948) - The Big Sleep (1946) - Night and Day (1946) - Janie Gets Married (1946) - Too Young to Know (1945) - Frontier Days (1945) - One Mysterious Night (1944) - Youth Runs Wild (1944) - Step Lively (1944) - Show Business (1944) - Seven Days Ashore (1944) - Higher and Higher (1943) - The Falcon and the Co-eds (1943) - Gildersleeve on Broadway (1943) - The Man Who Wouldn't Die (1942) |

## Prêmios e indicações
- Ganhou um Oscar de atriz coadjuvante em 1957 por Written on the Wind
- Indicada 3 vezes ao Globo de Ouro, em 1965 e 1966 por Peyton Place e em 1957 por Written on the Wind